# Des racines et des ailes
Des racines et des ailes (dal francese "radici e ali") è una serie di documentari televisivi in lingua francese, creata da Patrick de Carolis e Patrick Charles e trasmessa in Francia dal 1997. Des racines et des ailes va in onda due mercoledì al mese su France 3 e in replica su TV5. De Carolis ha ospitato la serie fino al luglio 2005, quando è stato nominato presidente dell'emittente del servizio pubblico francese France Télévisions. Da settembre 2014 il programma è condotto da Carole Gaessler.